# Margaret Cousins
Margaret Cousins, également connue sous le nom de Gretta Cousins (1878-1954), est une éducatrice, suffragette et théosophe irlandaise.
Elle milite pour le droit de vote des femmes en Irlande et en Angleterre et, lors de son séjour en Inde, elle mène une longue carrière politique, organise le mouvement des droits politiques des femmes indiennes et se rallie à la lutte contre le colonialisme. Elle a fait à plusieurs reprises de la prison pour avoir enfreint des lois en défendant les droits humains.
Son action est particulièrement intéressante par son aspect transnational, habituellement ignoré par l'histoire des femmes. Malgré leurs différences, l'Irlande et l'Inde ont une expérience commune de colonisation par le Royaume-Uni. Les femmes des deux pays ont lutté pour la liberté de leur pays tout comme pour les droits des femmes. Margaret Cousins a soutenu le nationalisme et le féminisme dans ces deux pays.

## Biographie

### Jeunesse et formation
Margaret Gillespie est née le 7 novembre 1878 dans une famille protestante irlandaise à Boyle, comté de Roscommon,. 
Elle est l'aînée de quinze enfants. 
Son expérience en tant que fille, les différences de traitement entre les filles et les garçons de la famille, la situation de dépendance financière de sa mère, à qui chaque dépense est reprochée, lui ont tôt fait comprendre l'injustice de la position inégale des femmes dans le monde « Et c'est là que ma détermination de fille a commencé à essayer de changer la situation financière des épouses et des mères, qui travaillaient toutes si dur et n'avaient pas d'argent pour elles-mêmes. J'ai vu que c'était une sorte de malédiction à l'époque d'être née fille, et je souhaitais profondément être né garçon. ».
Grâce à une bourse, elle s'inscrit en 1989  à la Victoria High School for Girls de Derry. Plus tard, elle étudie à l'Académie royale de musique de Dublin, où elle achève ses études en 1902 et commence à enseigner la musique.
Pendant ses études, elle rencontre le poète et critique littéraire James Cousins, et l'épouse en 1903. Contrairement à l'usage de l'époque, elle continue à enseigner la musique à temps partiel après son mariage.

### La théosophie
Ensemble, ils s'intéressent au socialisme, au végétarisme, à la théosophie et au suffrage des femmes. Ils participent à la fondation de la Société végétarienne irlandaise en 1905 dont Margaret Cousins est la secrétaire honoraire. Ils rencontrent Annie Besant, célèbre théosophe, lors de sa visite à Dublin en 1902 pour donner une conférence sur «La théosophie et l'Irlande». Cette rencontre les mènera plus tard à une nouvelle vie en Inde en 1915. Après une autre visite de Besant en 1909, le couple aide à reconstituer la loge de Dublin de la Société Théosophique. 

### La vie intellectuelle à Dublin
En dehors de la politique et du mouvement des femmes, la vie de Margaret et James Cousins est  centrée sur la littérature, la poésie, le théâtre, le mythe irlandais et les sciences occultes. Ils participent au Théâtre national irlandais et sont introduits à la Bhagvad Gita par le Docteur K.V. Khedkar de Kolhapur en 1906.
Dans leur maison à Dublin, ils reçoivent James Joyce et George Russel avec qui ils partagent leur intérêt pour la théosophie, YW.B. Yeats, des actrices et acteurs de l'Irish Literary Theatre, de la National Dramatic Society, de l'Abbey Theatre et du Theatre of Ireland,. 
Margaret Cousins expérimente l'écriture automatique, s'initie à l'astrologie et sert de medium lors de séances de spiritisme dans la maison familiale.
En 1905, l'Irish Vegetarian Society est constituée, avec Margaret Cousins comme secrétaire. 

### Le mouvement féministe en Irlande
En 1906, Margaret Cousins assiste à une réunion de la Conférence nationale des femmes (National Conference of Women, NCW) à Manchester, où elle prend des contacts avec des femmes suffragistes anglaises, en particulier Emmeline Pankhurst. Les années suivantes, elle effectue plusieurs visites pour assister aux réunions de l'Union sociale et politique des femmes, puis, rejoint la branche irlandaise de la Conférence (Irish Women’s Suffrage and Local Government Association).
Les suffragistes irlandaises protestent contre la non-inclusion des femmes en tant que citoyennes dans la proposition sur l’autonomie locale (Home rule). La plupart des politiciens irlandais du Home Rule comme Tim Healy, John Redmond, Hugh Law et Joe Devlin considèrent les suffragettes irlandaises comme des «briseuses de portes», qui «interrompent» les ministres du Cabinet en raison de leurs méthodes agressives, destinées à faire connaître leurs revendications. 
Margaret Cousins fonde, avec Hanna Sheehy-Skeffington, la Irish Women's Franchise League (en), IWFL) en 1908. Elle en est la trésorière et, plus tard, la secrétaire. Ce n'est pas le premier, ni le seul mouvement pour le suffrage en Irlande. Cependant, l'IWFL, à visée militante, les considère trop modérées et manquant de soutien populaire. Margaret Cousins, déterminée à réveiller le public irlandais, prend la parole dans les parcs, dans les salles de réunion, devant les églises, les universités, partout où se trouve un public potentiel. Elle collabore régulièrement par des articles à l'hebdomadaire de l'IWFL, The Irish Citizen. Elle est en contact avec des suffragistes du monde entier et les fait venir en Irlande pour des tournées de conférences. 
Les suffragistes en Irlande sont confrontées à des problèmes spécifiques à la situation politique du pays. Elles n'ont pas de parlement national à interpeller et doivent pétitionner le Parlement de Westminster avec des Anglaises pour un projet de loi sur le suffrage des femmes. Elles essaient de convaincre les élus irlandais d'inclure le suffrage des femmes dans le projet de loi d'autonomie pour l'Irlande. Cependant, les membres du Parlement irlandais sont réticents à inclure tout ce qui pourrait compromettre le projet de loi sur l'autonomie. Et il est peu probable que, tant que le Parlement britannique ne voudrait pas donner le vote aux femmes anglaises, il le donnerait aux femmes irlandaises.
En novembre 1910, elle est l'une des six représentantes irlandaises au «Parlement des femmes» à Londres. Pendant son séjour à Londres, elle est arrêtée et condamné à un mois d'enfermement dans la prison de Holloway. Pour avoir brisé les fenêtres du 10 Downing Street. 
En 1913, Margaret Cousins et d'autres suffragistes dont Meg Connery et Barbara Hoskins, cassent les vitres du château de Dublin Castle pendant la lecture du Second Home Rule Bill, elles sont arrêtées et condamnées à un mois de prison à la prison de Tullamore. Elles demandent à bénéficier du statut de prisonnières politiques. Ce qu'elles obtiennent après une grève de la fin médiatisée,.
« Trois d'entre nous se sont portées volontaires pour briser les fenêtres du château de Dublin, siège officiel de la domination anglaise. Ce bruit de verre brisé le 28 janvier 1913 a fait le tour du monde .... Il a dit au monde que les femmes irlandaises ont protesté contre un projet de loi sur l'autonomie domestique imparfait et antidémocratique. ».

### L'Angleterre
En 1913, Margaret et James Cousins déménagent à Liverpool, où James Cousins travaille dans une usine de produits végétariens. 
En Angleterre, Margaret Cousins participe à la fondation d'une église pour femmes, l'Église du nouvel idéal (Church of the New Ideal). Cette initiative est une réaction au mécontentement de nombreuses femmes à l'égard de leurs églises, et particulièrement l'Eglise d'Angleterre, qui restent des bastions masculins où la prédication est un monopole des hommes. On n'a cependant peu d'information sur cette église et Margaret Cousins elle-même en parle peu dans son autobiographie, mais elle est clairement d'obédience chrétienne.

### L'Inde
En 1915, le couple Cousins part pour l'Inde. James Cousins y travaille d'abord pour New India, le journal fondé par Annie Besant puis comme directeur du Collège théosophique.
En 1916, Margaret Cousins devient le premier membre non indien de l'université des femmes indiennes à Poona.

#### L'éducation des filles
En 1919, Margaret Cousins ouvre une école de filles à Mangalore et en est la première directrice. C'est là qu'elle prend conscience de la réalité du mariage des enfants contre lequel elle fera campagne plus tard. Elle est choquée par le manque d'écoles pour filles en Inde, selon elle, pour dix écoles de garçons, il n'y en avait qu'une pour les filles. Elle fait campagne pour l'éducation obligatoire des filles, et en grande partie grâce à ses efforts, la loi est introduite à Madras en 1932. 

#### Le mouvement féministe en Inde
Assez rapidement, elle fait campagne pour le vote des femmes indiennes, mettant à profit son expérience des mouvements de suffrage irlandais et anglais. Elle aide à fonder la Women's India Association (WIA) à Madras, en 1917 avec Annie Besant et Dorothy Jinarajadasa et est rédactrice en chef de sa revue mensuelle Stri Dharma. 
En Inde, comme en Irlande se pose la question de l'indépendance nationale, et la discussion pour savoir si le suffrage des femmes nuisait ou non à la cause nationaliste. Margaret Cousins et Annie Besant, la présidente de WIA sont en désaccord à ce sujet mais, finalement, en 1917, Madras devient la première région indienne à accorder aux femmes le droit de vote complet. D'autres régions d'Inde suivent le mouvement au cours des années suivantes. Margaret Cousins déclare fièrement que les femmes en Inde ont obtenu le droit de vote complet avant les femmes britanniques qui doivent attendre 1928. 
En 1927, elle cofonde la All India Women's Conference, dont elle est présidente en 1936. 
Ces deux associations continuent d’œuvrer pour les femmes de l'Inde moderne.
D'autres problèmes liés à la situation des femmes préoccupent Margaret Cousins. Elle écrit deux livres, Awakening of Asian Womanhood (1922) et Indian Womanhood Today (1941), ainsi que de nombreux articles de presse dans lesquels elle traite des questions qui entravent l'émancipation des femmes : le mariage des enfants, le système du purdah, le sort des jeunes veuves, la rareté de l'éducation des femmes et la formation professionnelle. Elle s'intéresse particulièrement au sort des petites filles mariées à cinq ou six ans, mères à 12 ou 13 ans, puis, parfois, veuves à l'adolescence et vouées à être les domestiques de leurs beaux-parents et leurs familles,. 
En 1926, Margaret Cousins lance un appel aux membres d’associations de femmes à travers le pays, les appelant à se rencontrer et à exposer leurs réflexions sur la réforme de l’éducation et à choisir un représentant pour assister à une conférence spéciale à Poona qui a lieu en janvier 1927. La conférence initiale et la participation de femmes de diverses communautés et origines marquent un chapitre important dans le développement du mouvement des femmes en Inde. Lors de la première conférence, un certain nombre de résolutions sont adoptées, notamment celles visant à enrichir le contenu des programmes d'enseignement primaire, de formation professionnelle et de niveau collégial.
D'autres conférences de ce type suivent et, en 1931, la première Conférence des femmes de toute l'Asie (All-Asia Conference) a lieu à Lahore, en grande partie grâce aux efforts de Margaret Cousins. Une autre conférence des femmes de toute l'Inde a lieu à Ahmedabad en décembre 1936, présidée par Margaret Cousins.
Elle mène une longue carrière politique en Inde où elle dirige le mouvement des droits politiques des femmes indiennes en se taillant un rôle dans la lutte pour la liberté. Elle construit une camaraderie avec des femmes indiennes très importantes telles que Muthulakshmi Reddy, Sarojini Naidu et Kamladevi Chattopadhyay. 

#### Le service à la communauté
Margaret Cousins est aussi impliquée dans le travail philanthropique et participe à la création de cliniques pédiatriques, de maternités et autres mesures visant à améliorer le sort des femmes indiennes. Elle encourage la mise en place de réseaux d'organisations de femmes et de centres de formation d'enseignants. 
En 1923, elle devient magistrate honoraire à la Cour de Madras à l'invitation d'un Hindou. Elle déclare qu'elle n'aurait pas accepté si l'invitation était venue d'un représentant de l'État colonial. Elle administre principalement des affaires civiles et a les chefs de différentes religions en Inde à ses côtés pour l'aider. Elle abandonne ce poste au bout d'un an. 

#### Soutien au nationalisme indien
Au cours des années 1920, Margaret Cousins s'engage dans le mouvement de non-coopération avec les Britanniques de Mohandas Gandhi et dans la cause du nationalisme indien. Elle a des liens étroits avec le Congrès national indien et est une amie de Gandhi. Elle prend la parole au nom du Congrès national indien et pour la défense de Gandhi lors d'une réunion de masse à New York en 1932.
Plusieurs mois plus tard, elle plaide à la Société des Nations à Genève pour l'indépendance de l'Inde : « Dans ces centres internationaux J'ai mis à nu le double jeu que joue la Grande-Bretagne: sa prétention de faire une Constitution pour donner la liberté à l'Inde, mais sa détermination à se tenir fermement à tout ce qui est essentiel à l'autonomie de l'Inde ».
Elle s'oppose, en particulier, aux ordonnances qui interdisent de parler en public. Après avoir obtenu des conseils juridiques et rencontré plusieurs personnalités nationalistes de premier plan, y compris Gandhi qui est alors en prison, elle prend la parole lors d'une réunion publique de plus d'un millier de personnes sur une plage. Arrêtée peu après, elle prononce un discours passionné en salle d'audience, plaidant la cause du nationalisme indien. Elle conclut en disant : « Si leur intention est de me rendre muette pendant un an, devons-nous en déduire que leur nouvelle Constitution va être si insatisfaisante que je dois être enfermée pour toujours pour éviter que je ne la critique ? Si c'est la justice et la démocratie britanniques, alors je suis fière de la liberté d'expression et de la liberté nationale indienne, et j'ai honte que l'idéalisme anglais soit tombé dans les profondeurs actuelles de l'oppression ». Elle est condamnée à un an d’emprisonnement à la prison pour femmes de Vellore.  Elle passe dix mois et demi en prison, pendant lesquels elle tente d'améliorer le sort de ses codétenues. Elle plante des fleurs dans la cour de la prison et démarre des cours d'éducation civique, de chant et de couture. Elle donne des récitals hebdomadaires pour les femmes condamnées à perpétuité en utilisant des disques indiens et un vieux phonographe. Pendant son emprisonnement, une de ses voisines de cellule, condamnée à mort pour un meurtre dont elle se dit innocente, est pendue. Choquée, Margaret Cousins fera campagne contre la peine capitale à sa sortie de prison.
Margaret Cousins fait campagne pour les candidats aux élections membres du Parti du Congrès national et soutient les femmes candidates dans diverses élections. La contribution de Margaret à la lutte pour la liberté indienne a été reconnue par l’État indien et elle reçoit un prix national après l’indépendance en 1947. 
À la fin des années 1930, elle se rend compte de la nécessité de céder la place aux féministes indiennes autochtones : « J'avais envie d'être dans la lutte, mais j'avais le sentiment qu'une participation directe de ma part n'était plus nécessaire, ni même souhaitée par les leaders de la féminité indienne qui venaient maintenant au front ».
Comme la théosophie, la musique occupe toujours une place centrale dans sa vie et, en 1934, elle est nommée au conseil des études de musique occidentale de l'Université de Madras. Peu après, elle publie The Music of Orient and Occident (Madras, 1935), qui rassemble une série d'articles qu'elle a écrits pour la presse indienne. Elle offre à « la Déesse de la Musique cette humble tentative de promouvoir l'appréciation mutuelle entre l'Orient et l'Occident par le biais d'un doux son ».
En 1940, Margaret et James Cousins commencent à écrire leur autobiographie conjointe. Cet ouvrage de plus  de 700 pages est une ressource inestimable sur les mouvements de suffrage en Irlande et en Angleterre et le mouvement des femmes en Inde, ainsi qu'un compte rendu fascinant du mouvement nationaliste indien et contient des informations sur la théosophie. 

### Fin de vie
Un accident vasculaire cérébral la laisse paralysée à partir de 1944. Elle reçoit un soutien financier du gouvernement de Madras, et plus tard de Jawaharlal Nehru, en reconnaissance de ses services en Inde, ce qui représente une aide précieuse pour le couple en difficulté financière. Elle décède le 11 mars 1954. 
Elle aura vécu assez longtemps pour voir l'indépendance indienne en 1947, bien qu'elle ait été quelque peu déçue par la partition du pays et la création de l'état du Pakistan. Elle a vu aussi une augmentation du nombre de femmes indiennes participant à la politique et l'amélioration de l'éducation des femmes.

## Publications
- The Awakening of Asian Womanhood, Madras, Ganesh, 1922. Lire en ligne
- The Music of Orient and Occident, Madras, B.G. Paul, 1935. Lire en ligne
- Indian Womanhood Today, Allahabad, Kitabistan, 1941. Lire en ligne
- avec James Cousins, We Two Together, Madras, Ganesh, 1950. Lire en ligne